# Peter Panka

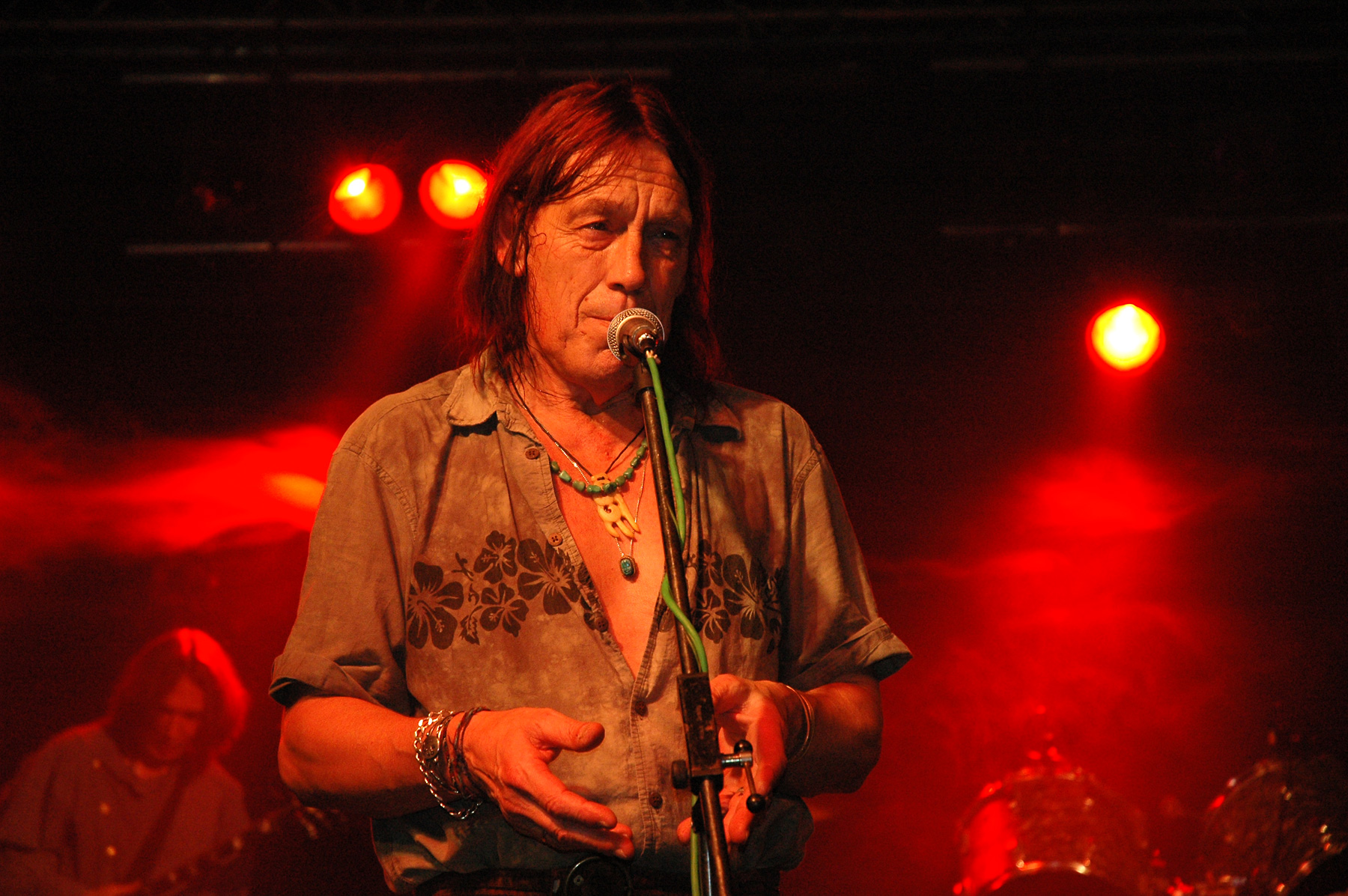
Peter Panka mit Jane am 11. Dezember 2004

Peter Panka (* 3. März 1948 in Hannover; † 28. Juni 2007 in Wennigsen) war ein deutscher Rockmusiker und Mitglied der Rockgruppe Jane.

## Leben
Peter Panka war bereits mit 18 Jahren Profi-Musiker. Er begann seine Karriere 1966 als Sänger der Rockgruppe The J.P.s. Deren Mitglieder wechselten 1970 komplett ihre Instrumente und nannten sich fortan Jane.
Von 1996 bis 1999 und seit 2002 nannte sich die Formation offiziell auch Peter Panka’s Jane.
Jane war Mitte der 1970er-Jahre eine der erfolgreichsten so genannten Krautrock-Bands. Allein innerhalb Deutschlands verkaufte sie über eine Million Platten und führte zahlreiche Tourneen (bis nach Neuseeland) durch. Peter Panka saß seit 37 Jahren unerschütterlich am Schlagzeug von Jane und wurde von den Fans liebevoll „Gonzo, der Krautrock-Fels“ genannt.
Anfang der 1980er-Jahre arbeitete Panka am Rockballett Warlock von Jon Symon (Text und Musik) und Lothar Höfgen (Choreografie) am Niedersächsischen Staatstheater in Hannover mit, das sehr erfolgreich war und deutschlandweit als Gastspiel aufgeführt wurde.
Panka starb im Alter von 59 Jahren an Lungenkrebs.

## Diskografie

### Mit Jane
- 1972: Together (Brain Metronome)
- 1973: Here we are (Brain Metronome)
- 1974: Jane III (Brain Metronome)
- 1975: Lady (Brain Metronome)
- 1976: Fire, Water, Earth and Air (Brain Metronome)
- 1977: Live at home (DoLP) (Brain Metronome)
- 1977: Between Heaven and Hell (Brain Metronome)
- 1978: Age of Madness (Brain Metronome)
- 1979: Sign No. 9 (Brain Metronome)
- 1980: Jane (Maske) (Brain Metronome)
- 1981: Germania (Brain Metronome)
- 1983: Warlock-Soundtrack zum Rockballet (feat. Lady Jane, Lava)
- 1986: Beautiful Lady (Sky)
- 1989: Live' 88 (Privatpressung, Sky)
- 1990: Live '89 (Brain Metronome)
- 1996: Resurrection
- 2002: Genuine
- 2003: Shine On
- 2006: Voices
- 2007: Peter Panka’s Jane live at Metas

### Mit anderen
- 1980: Charly Maucher – Performance
- 2005: Harrison, Panka & Nadolny – Skin deep